# GJ 2056
GJ 2056とは、地球から約28.47パーセク離れた場所に位置する恒星（赤色矮星）である。GJ 2056は太陽の質量の約0.62倍の質量をもつ大型の赤色矮星である。2つの太陽系外惑星が周囲を公転していることが知られている。

## 惑星系
2020年8月、ドップラー分光法を用いた観測により2つの太陽系外惑星b、cが周囲を公転していることが公表された。観測データの分析により、これら2つの惑星は軌道離心率が大きく、潰れた楕円軌道を公転していると推測されている。bの離心率は0.72、cは0.81である。
GJ 2056 bは公転周期が約70日で下限質量が地球の約16倍であり、ハビタブルゾーン内を公転していることが判明している。しかし、質量が大きく地球型惑星ではないと考えられている。なお、GJ 2056 bに衛星があれば生命の存在が可能である可能性がある。
GJ 2056 cは地球の約140倍もの質量をもっている。公転周期は約8.2年である。
| 名称 （恒星に近い順） | 質量             | 軌道長半径 （天文単位） | 公転周期 (日) | 軌道離心率 | 軌道傾斜角 | 半径 |
| --------------------- | ---------------- | ----------------------- | ------------- | ---------- | ---------- | ---- |
| b                     | >0.051±0.0113 MJ | 0.283±0.013             | 69.971±0.061  | 0.72±0.1   | —          | —    |
| c                     | >0.4443±0.053 MJ | 3.453±0.64              | 2982.394±76.0 | 0.81±0.02  | —          | —    |